# チータ55号
『チータ55号』（チータごじゅうごごう）は、1968年7月16日から同年12月3日までTBS系列局（一部を除く）で放送されていたTBS製作のバラエティ番組である。トクホン本舗（鈴木日本堂＝現・トクホン）の一社提供。放送時間は毎週火曜 19:30 - 20:00 （日本標準時）。

## 概要
前番組『進め!ドリフターズ』がいかりや長介のコント中の事故（詳細は進め!ドリフターズ#概要の項を参照）で急遽打ち切りになり、『突撃!ドリフターズ』と題して再開するまでのつなぎ番組として放送。水前寺清子とコント55号をレギュラーに起用し、「ハプニング・バラエティ」をキャッチフレーズに掲げていた。
番組は、水前寺がファンからのリクエストに応じて歌を歌い、コント55号が漫才をする「バラエティー」、水前寺が会ってみたいと思う著名人をゲストに招く「チータとゲスト」、コント55号のコント「ハプニング・コント」の3つのコーナーで構成されていた。
番組の終了後、コント55号は『突撃!ドリフターズ』の後番組である『みんなで出よう55号決定版!』でこの枠への復帰を果たした。さらにその後番組である『ぴったし カン・カン』にも1984年5月まで出演していた。

## 出演者
- 水前寺清子
- 萩本欽一（コント55号）
- 坂上二郎（コント55号）

## 備考
ネット局の朝日放送は当時TBS系列に属していたが、トクホンのスポンサードネット扱いで土曜18:00枠での遅れネットを行っていた。当時同局は土曜19:30枠を大阪ガス単独提供の自社製作ドラマ『部長刑事』の放送に使用しており、代わりに土曜19:30枠の『お笑い頭の体操』をこの火曜19:30枠を使ってロート製薬のスポンサードネット扱いで遅れネットしていたためである。